# 公子穀臣
公子穀臣（?—?），春秋时期楚国的王子，父亲楚庄王。
前597年，晋国、楚国邲之战，楚国大胜。但是由于荀罃被楚军俘虏，荀罃的父亲荀首俘获了公子穀臣、得到连尹襄老的尸体。前588年，晋国归还连尹襄老的尸体和公子穀臣给楚共王（公子穀臣的兄长）。换回了荀罃。